# Ondřej Konrád
Ondřej Konrád (* 29. listopadu 1950, Praha, Československo) je český hudební ale i politický publicista, zpěvák a hráč na foukací harmoniku. V roce 1978 se podílel na debutovém albu skupiny Pražský výběr Žízeň. Hostoval na albu Modrý vrch (Opus, 1979) Deža  Ursiniho. V osmdesátých letech byl členem skupiny Blues Band Luboše Andršta. Hrával také s Ivanem Hlasem. Byl redaktorem časopisu Melodie a v roce 1990 jedním ze zakladatelů časopisu Rock & Pop. V letech 1995–2003 spolu s Michalem Pavlíčkem tvůrcem pořadu Na Kloboučku. Spolu s Vojtěchem Lindaurem je spoluautorem knihy Bigbít z roku 2001. V současné době je členem skupiny Blues Session. Byl stálým spolupracovníkem Českého rozhlasu 6, nyní stanice Plus.